# Elton Junior Melo Ataíde
Elton Junior Melo Altaíde (Teodoro Sampaio, 17 marzo 1990) è un calciatore brasiliano, centrocampista svincolato.

## Caratteristiche tecniche
È un mediano.

## Carriera
Cresciuto nelle giovanili dell'Internacional, ha esordito in prima squadra il 17 gennaio 2010 in occasione del match del Campionato Gaúcho vinto 4-2 contro l'Ypiranga-RS.

## Statistiche

### Presenze e reti nei club
Statistiche aggiornate al 5 maggio 2018.
| Stagione             | Squadra              | Campionato           | Campionato | Campionato | Coppe nazionali | Coppe nazionali | Coppe nazionali | Coppe continentali | Coppe continentali | Coppe continentali | Altre coppe | Altre coppe | Altre coppe | Totale | Totale | Totale |
| Stagione             | Squadra              | Comp                 | Pres       | Reti       | Comp            | Pres            | Reti            | Comp               | Pres               | Reti               | Comp        | Pres        | Reti        | Pres   | Reti   |        |
| -------------------- | -------------------- | -------------------- | ---------- | ---------- | --------------- | --------------- | --------------- | ------------------ | ------------------ | ------------------ | ----------- | ----------- | ----------- | ------ | ------ | ------ |
| 2010                 | Internacional        | PD/RS+A              | 3+0        | 0          | CB              | 0               | 0               |                    | -                  | -                  |             | -           | -           | 3      | 0      |        |
| 2011                 | Internacional        | PD/RS+A              | 3+17       | 0          | CB              | 0               | 0               | RS                 | 2                  | 0                  |             | -           | -           | 22     | 0      |        |
| 2011                 | Porto Alegre         | PD/RS                | 0          | 0          | CB              | 0               | 0               |                    | -                  | -                  |             | -           | -           | 0      | 0      |        |
| 2012                 | Internacional        | PD/RS+A              | 14+26      | 2+1        | CB              | 0               | 0               | CL                 | 4                  | 0                  |             | -           | -           | 44     | 3      |        |
| 2013                 | Internacional        | PD/RS+A              | 7+0        | 0          | CB              | 0               | 0               |                    | -                  | -                  |             | -           | -           | 7      | 0      |        |
| Totale Internacional | Totale Internacional | Totale Internacional | 73         | 4          |                 | 0               | 0               |                    | 6                  | 0                  |             | -           | -           | 79     | 4      |        |
| 2013                 | Criciúma             | PD/SC+A              | 9+23       | 1+1        | CB              | 6               | 1               | CS                 | 1                  | 0                  |             | -           | -           | 39     | 3      |        |
| 2014                 | Paraná               | A1/PR+B              | 6+0        | 0          | CB              | 1               | 0               |                    | -                  | -                  |             | -           | -           | 7      | 0      |        |
| 2014                 | Ponte Preta          | A1/SP+B              | 0+18       | 0+1        | CB              | 0               | 0               |                    | -                  | -                  |             | -           | -           | 18     | 1      |        |
| 2015                 | Ponte Preta          | A1/SP+A              | 0+20       | 0+1        | CB              | 1               | 0               | CS                 | 1                  | 0                  |             | -           | -           | 22     | 1      |        |
| 2016                 | Ponte Preta          | A1/SP+A              | 9+6        | 2+0        | CB              | 4               | 0               |                    | -                  | -                  |             | -           | -           | 19     | 2      |        |
| 2017                 | Ponte Preta          | A1/SP+A              | 9+28       | 0+1        | CB              | 0               | 0               | CS                 | 6                  | 1                  |             | -           | -           | 43     | 2      |        |
| Totale Ponte Preta   | Totale Ponte Preta   | Totale Ponte Preta   | 90         | 5          |                 | 5               | 0               |                    | 7                  | 1                  |             | -           | -           | 102    | 6      |        |
| 2018                 | Bahia                | PD/BA+A              | 10+3       | 2+0        | CB              | 0               | 0               | CS                 | 0                  | 0                  | CDN         | 6           | 0           | 19     | 2      |        |
| Totale carriera      | Totale carriera      | Totale carriera      | 214        | 13         |                 | 12              | 1               |                    | 14                 | 1                  |             | 6           | 0           | 246    | 15     |        |